# Onychiurus talus
Onychiurus talus är en urinsektsart som beskrevs av Christiansen och Bellinger 1980. Onychiurus talus ingår i släktet Onychiurus och familjen blekhoppstjärtar. Inga underarter finns listade i Catalogue of Life.